# Alex Eadie
Alexander Mark Hughes Eadie (* 23. Juni 1920 in Buckhaven, Fife; † 26. Januar 2012 in East Wemyss, Fife) war ein schottischer Politiker.

## Leben
Eadie wurde 1920 als Sohn eines Bergmanns in Buckhaven geboren. Er besuchte die Buckhaven Senior Secondary School, die er im Alter von 14 Jahren verließ, um eine Anstellung in einem Kohlebergwerk anzunehmen. In Teilzeit studierte Eadie später Bergbauingenieurswesen und verblieb in diesem Beruf in der Lochhead Colliery bis 1965. Anschließend war er als Mitarbeiter der Bergbau-Gewerkschaft tätig, der er bereits seit Berufsbeginn angehörte. 1961 stellte er sich zu den Wahlen des Gewerkschaftsvorsitzenden. Obschon er als Außenseiter galt, gewann Eadie die Wahlen beinahe.
1941 ehelichte Eadie Jemima Ritchie. Aus der Ehe ging ein Sohn hervor. Seine Ehefrau verstarb 1981. 1983 heiratete Eadie Janice Murdoch. Eadie verstarb 2012 nach kurzer Krankheit in seinem Haus in East Wemyss. Sein Sohn Bob ist für die Labour Party Ratsmitglied der Council Area Fife. Dessen Ehefrau Helen Eadie ist Labour-Abgeordnete im schottischen Parlament.

## Politischer Werdegang
1943 trat Eadie der Labour Party bei und wurde 1945 zum Vorsitzender der Jungen Co-operatives gewählt. Für rund zwanzig Jahre vertrat er die Labour Party im Rat der Region Fife. Erstmals trat Eadie bei den Unterhauswahlen 1959 zu Wahlen aus nationaler Ebene an. Im Wahlkreis Ayr unterlag er jedoch dem Unionisten Thomas Moore. Im selben Wahlkreis unterlag er 1964 dem Konservativen George Younger.
Zu den Unterhauswahlen 1966 bewarb sich Eadie erstmals um das Mandat des Wahlkreises Midlothian. Dieses hatte sein Parteikollege James Hill, der zu diesen Wahlen nicht mehr antrat, seit 1959 inne. Mit einem Stimmenanteil von 56,6 % setzte sich Eadie deutlich gegen seine Kontrahenten der Conservative Party und der SNP durch. Im folgenden Jahr erhielt er eine Position als Parliamentary Private Secretary unter der Juniorministerin Margaret Herbison, der er jedoch nach vier Monaten enthoben wurde, da er der politischen Linie des übergeordneten Ministers nicht folgen wollte.
Bei den folgen den Unterhauswahlen 1970, im Februar und Oktober 1974, 1979, 1983 und 1987 hielt Eadie sein Mandat und vertrat damit den Wahlkreis Midlothian für 26 Jahre im Parlament.
Eadie, der als bodenständiger und integrer Charakter beschrieben wird, blieb seiner beruflichen Herkunft treu und trat für den Kohlebergbau ein. 1973 wurde er als Parteisprecher für Energie benannt und hielt diese Rolle bis zu seinem Ausscheiden aus dem Parlament. Nach dem Wahlsieg der Labour Party im Februar 1974 wurde Eadie zum Staatssekretär für Kohle ernannt und füllte diese Position bis 1979 aus.

## Werke
- Alex Eadie, Jim Sillars: Don’t butcher Scotland’s future, Ayr Labour Party, Ayr, 1968.